# Тот, Петер
Петер Тот (венг. Tóth Péter; 12 июля 1882, Будапешт, — 28 февраля 1967, там же) — австро-венгерский и венгерский спортсмен, олимпийский чемпион по фехтованию 1908 и 1912 годов.
В 1906 году выиграл бронзовую медаль в индивидуальном первенстве в фехтовании на саблях на внеочередных Олимпийских играх 1906 года, в 1908 и 1912 годах завоевал командные золотые медали олимпийских игр, выступая под флагом венгерской сборной. Участвовал в Олимпийских играх 1928 года, но медалей не завоевал.
В 1913 году был одним из основателей Международной федерации фехтования.
В 1907—1934 годах 11 раз становился чемпионом Венгрии по фехтованию на рапирах и 5 раз — по фехтованию на саблях.
Занимался теорией и историей фехтования, работал над книгой, но не успел её закончить из-за гибели в автокатастрофе.